# Victor Reux
Pour les articles homonymes, voir Reux (homonymie).
Victor Reux, né le 3 décembre 1929 à Saint-Pierre (Saint-Pierre-et-Miquelon) où il est mort le 1er juin 2016,, est un homme politique français de Saint-Pierre-et-Miquelon qui fut sénateur de l'archipel de 1995 à 2004.

## Biographie
Instituteur, il enseigne à Saint-Pierre à partir de 1951 avant de prendre la direction de l'école publique quelques années plus tard. En 1963, il ouvre la première classe de seconde de l'archipel,. De 1979 à 1985, il est membre de la commission française à l'UNESCO.  
À partir de 1980, il est secrétaire du Conseil économique et social de Saint-Pierre-et-Miquelon et, à partir de 1987,  membre du Conseil économique et social à Paris où il représente les départements et territoires d'outre-mer. Il en devient le secrétaire du bureau en 1994.
Lors de la « guerre de la morue » opposant la France et le Canada sur la délimitation des zones de pêche au large de l'archipel, il est arrêté le 15 avril 1988, avec quatre autres élus de Saint-Pierre-et-Miquelon, et l'évêque de l'archipel, François Maurer, par la Garde côtière canadienne alors qu'ils avaient embarqué sur un chalutier saint-pierrais, Le Croix de Lorraine,  pour aller pêcher dans des eaux « grises ».
Il est élu conseiller municipal de Saint-Pierre en 1983, fonction qu'il conservera pendant un seul mandat, jusqu'en 1989. De 1994 à 2000, il est conseiller général de Saint-Pierre et Miquelon, pour le canton de Saint-Pierre. 
Le 24 septembre 1995, il est élu sénateur de Saint-Pierre-et-Miquelon au deuxième tour de scrutin sans avoir été présent au premier,. Son mandat commence le 1er octobre suivant. Il siège au sein du groupe RPR puis UMP. En 2004, il décide de ne pas se représenter.

## Détail des fonctions et des mandats
- 1983-1989 : Conseiller municipal de Saint-Pierre
- 1994-2000 : Conseiller général de Saint-Pierre-et-Miquelon
- 1er octobre 1995 – 30 septembre 2004 : Sénateur de Saint-Pierre-et-Miquelon

## Distinctions
- Chevalier de la Légion d'honneur[3]
- Officier de l'Ordre des palmes académiques[3]